# 周洪 (成化戊戌進士)
周洪（1442年—?），字廷浩，南直隸松江府上海縣（今上海市）人，匠籍，明朝政治人物。

## 生平
早年出身國子生，應天府鄉試第一百十三名。成化十四年（1478年）戊戌科會試第三十六名，殿試登進士第三甲第九十七名。成化十七年（1481年）担任湖廣承宣佈政使司蒲圻縣（今屬湖北省赤壁市）知縣。

## 家族
曾祖父周宗貴。祖父周景忠。父亲周琳。母范氏，繼母徐氏。永感下。弟澤、濟、浦、浩、潤、潾。娶衛氏。